# Morti nel 1050
| Questa pagina contiene informazioni ricavate automaticamente dalle voci biografiche con l'ausilio del template Bio e di un bot. L'aggiornamento è periodico e automatico e ricostruisce completamente la pagina. Se manca una persona in questa lista, sei pregato di non aggiungerla, ma accertati piuttosto che la sua voce biografica contenga il template Bio e che i dati anagrafici siano correttamente compilati. Se il template Bio manca, inseriscilo tu stesso o, in alternativa, metti l'avviso {{tmp\|Bio}} che ne segnala la mancanza. Se i dati riportati sono sbagliati, correggi direttamente la voce biografica; le modifiche saranno visibili in questa lista entro pochi giorni. Per chiarimenti vedi il progetto biografie. La lista contiene solo le 15 persone che sono citate nell'enciclopedia e per le quali è stato implementato correttamente il template Bio. Pagina aggiornata al 10 feb 2025. |

- 10 febbraio - Ingegerd Olofsdotter, nobile e religiosa svedese (n. 1001)
- 12 aprile - Alferio Pappacarbone, abate italiano (n. 930)
- 3 giugno - San Davino, armeno
- 31 luglio - Goffredo II di Cerdanya, conte
- 9 agosto - Nicola di Stilo, religioso italiano
- 28 ottobre - Eadsige, arcivescovo anglosassone
- Anund Jacob di Svezia, re norrena (n. 1008)
- Michele Doceano, generale bizantino
- Duthac, vescovo e santo scozzese
- Abu al-Walid Marwan ibn Janah, medico, farmacologo e linguista spagnolo (n. 985)
- Mendo III Nunes, militare spagnolo
- Suryavarman I, sovrano cambogiano
- Einar Thambarskelfir, militare norvegese (n. 980)
- Zoe Porfirogenita, imperatrice bizantina
- Yoná Ibn Yanáh, grammatico, medico e scrittore arabo